# 1556
1556 (MDLVI) fue un año bisiesto comenzado en miércoles del calendario juliano.

## Acontecimientos

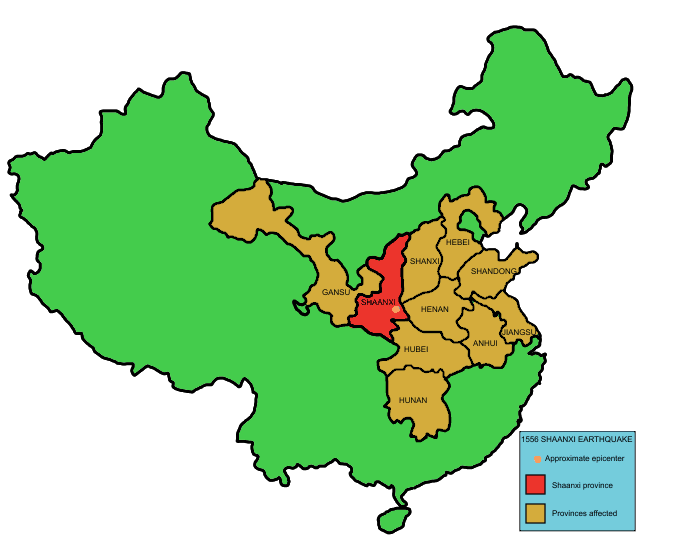
Terremoto de Shaanxi: Mapa de China mostrando la provincia de Shaanxi (en rojo) y las otras provincias afectadas por el terremoto (en naranja).

- 16 de enero: en España, el rey Carlos I abdica en favor de su hijo Felipe II.
- 23 de enero: en la provincia china de Shaanxi se registra un violento terremoto de 8,0 que deja un saldo de 830.000 personas muertos, convirtiéndolo en el terremoto más mortífero registrado de la historia.
- 5 de febrero: el rey Carlos V del Sacro Imperio Romano firma la Tregua de vaucelles con el rey francés Enrique II.
- 23 de septiembre (posiblemente en 1551): en el puerto de Malta, el tornado más letal de la Historia europea destruye una flota de barcos y mata a unas 600 personas.[1]
- 17 de noviembre: en Rossano (Cosenza, Italia) se registra un terremoto de 5,1 grados en la escala sismológica de Richter.
- En Colombia, tropas españolas intentan la conquista de los territorios pijao de Coyaimas en el río Amoya, pero son repelidos por la cacique Matora.
- En Venezuela, Diego García de Paredes funda la aldea de Trujillo.
- Juan Valverde de Amusco publica su Historia de la composición del cuerpo humano.
- En Colombia los conquistadores españoles inician las procesiones de Semana Santa en Popayán y se funda el municipio de Garagoa en el departamento de Boyacá.

## Nacimientos
- 16 de agosto: Bartolomeo Cesi, pintor italiano (f. 1629).
- Alejandro Briant, jesuita y mártir inglés.
- José de Calasanz, religioso español, fundador de los escolapios.
- Milton Yair, matemático inglés.

## Fallecimientos
- 22 de febrero: Humayun, segundo emperador mogol.
- 31 de julio: Ignacio de Loyola, sacerdote español, fundador de los jesuitas (n. 1491).
- 1 de agosto: Girolamo da Carpi, pintor y arquitecto italiano (n. 1501).
- 21 de octubre: Pietro Aretino, escritor italiano (n. 1492).